# Nicolas Ghesquière

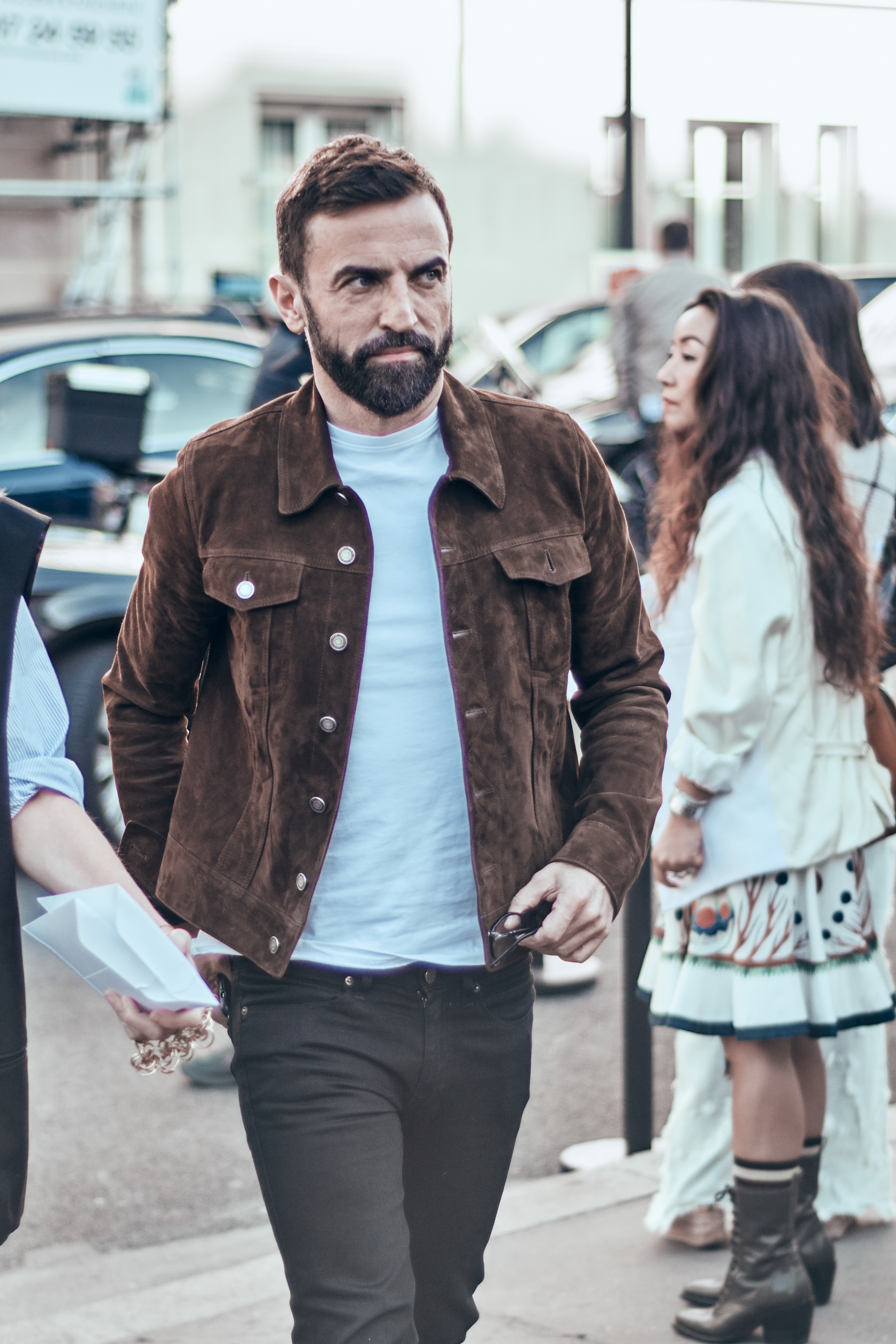
Nicolas Ghesquière auf der Paris Fashion Week 2018

Nicolas Ghesquière (* 9. Mai 1971 in Comines, Nord-Pas-de-Calais, Frankreich) ist ein französischer Modeschöpfer.

## Leben
Noch während seiner Schulzeit in Loudun machte Ghesquière 1986 ein Sommerpraktikum bei der Pariser Modefirma agnès b. Ein weiteres Praktikum tätigte er bei dem Pariser Gepäckhersteller Corinne Cobson. Eine Ausbildung im Bereich Mode hat Ghesquière nie absolviert. Von 1990 bis 1992 war er Assistent von Jean-Paul Gaultier in Paris. Danach arbeitete er als freiberuflicher Designer bei dem Pariser Strickwarenhersteller Pôles, entwarf die Zweitlinie bei Thierry Mugler und war bei dem Schuhhersteller Stephane Kelian unter Vertrag.
Die Jacques Bogart S.A., damals Eigentümer der Modemarke Balenciaga, stellte Ghesquière 1995 als Designer für die Balenciaga-Lizenz in Japan an. Auch für Trussardi war Ghesquière Ende der 1990er als Designer tätig. Als der damalige Balenciaga-Chefdesigner, Josephus Thimister, 1997 von Bogart entlassen wurde und das Unternehmen den Wunschkandidaten Helmut Lang nicht als Kreativdirektor verpflichten konnte, fiel die Wahl auf Ghesquière. Ghesquière verhalf der Marke Balenciaga unter anderem mit modernen Interpretationen von Cristóbal Balenciagas ursprünglichen Entwürfen zu neuem Glanz. Im November 2012 verließ Ghesquière das Haus Balenciaga nach 15 Jahren als Chefdesigner. François-Henri Pinault, Eigentümer der damaligen PPR-Gruppe (seit 2013: Kering), zu der Balenciaga seit 2004 gehörte, lobte Ende 2012 Ghesquières „unvergleichliches kreatives Talent“ und würdigte sein künstlerisches Schaffen als „entscheidend für die einzigartige Ausrichtung des Hauses“ Balenciaga.
Im November 2013 wurde Ghesquière zum Nachfolger von Marc Jacobs als künstlerischer Direktor der Damenkollektion bei Louis Vuitton berufen. Die Muttergesellschaft LVMH bezeichnete Ghesquière Ende 2013 als eines „der größten Talente dieser Zeit“.

## Preise und Auszeichnungen (Auswahl)
- 2001: International Award des Council of Fashion Designers of America für Ghesquières Arbeit bei Balenciaga